# Hurra Deutschland

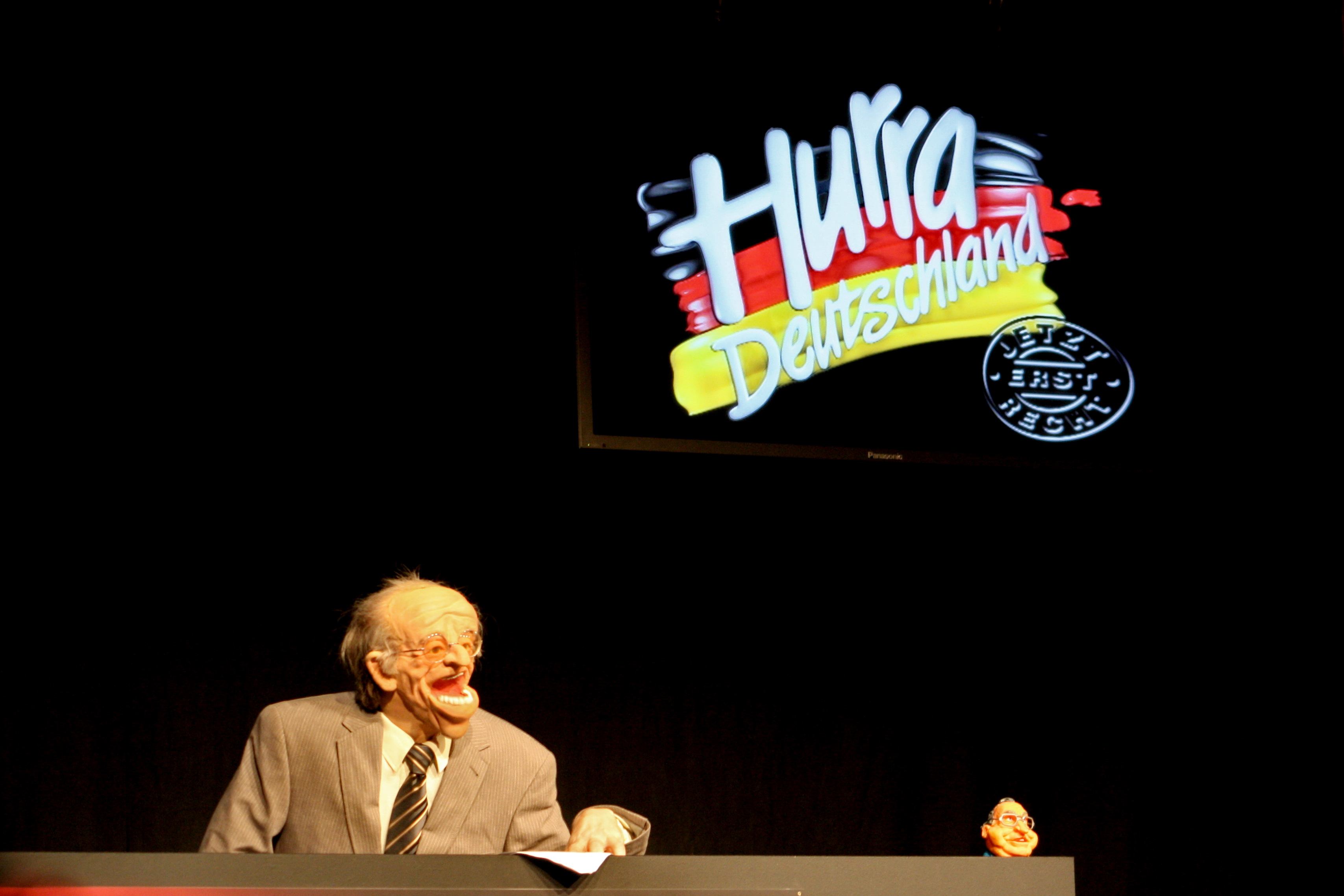
Figur von Alfred Biolek mit dem Hurra-Deutschland-Logo

Hurra Deutschland ist der Name einer deutschen Politsatire-Sendereihe im Auftrag des WDR, die von 19. Juni 1989 bis 12. August 1991 im Ersten zu sehen war. Markenzeichen der Sendung waren die von der Kölner Firma Gum-Studios GmbH hergestellten Gummipuppen, die als Karikaturen von Politikern und Stars in kurzen Sketchen aktuelle Ereignisse kommentierten. Die Stimmen steuerten Stephan Wald und Thomas Freitag sowie später Hans-Jürgen Schupp bei. Zu den Autoren der Reihe gehörten Stefan Lichter und Diether Dehm.
Vorbild war die seit 1984 bestehende britische Sendung Spitting Image des Fernsehsenders ITV, wo viele Prominente mit derbem britischem Humor parodiert wurden. Weltweite Verbreitung und Bekanntheit erfuhren die dortigen Figuren 1986 durch den Videoclip zu Land of Confusion (u. a. mit einer Puppe von US-Präsident Ronald Reagan) aus dem Album Invisible Touch der Popgruppe Genesis.
Im Gegensatz zur britischen Ausgabe wurden die Klappmaul-Puppen im Größenverhältnis 1:1 produziert und kosteten pro Stück rund 10.000 DM. Nach Angaben des verantwortlichen Produzenten der 3. Staffel Hugo Göke kostete eine Serie Hurra Deutschland so viel wie eine Tatort-Produktion.
Ab dem Jahr 2003 gab es eine Neuauflage unter dem Titel Hurra Deutschland – Jetzt erst recht! auf RTL II, die jedoch im Vergleich zur Originalserie weniger bissig war und weniger politische Größen als vielmehr Persönlichkeiten aus dem Medienbereich als Puppen auftreten ließ. Seit 2021 wird auf Sky Deutschland eine neue Auflage von Spitting Image auf Deutsch ausgestrahlt.
Das französische Pendant hieß Les Guignols de l’info und lief von 1988 bis 2018.

## Staffeln
Die erste Staffel lief vom 19. Juni bis 21. August 1989 immer montags von 22:15 bis 22:30 Uhr. Die zweite Staffel im Januar/Februar 1990 sowie vom 5. April bis 10. Mai 1991 von 21:45 bis 22:00 Uhr. Die dritte und letzte Staffel lief vom 8. Juli bis 12. August 1991 immer montags von 21:40 bis 22:00 Uhr.
| Staffel     | Jahr | Laufzeit               | Anzahl der Episoden | Sendezeit                 |
| ----------- | ---- | ---------------------- | ------------------- | ------------------------- |
| 1           | 1989 | 19. Juni – 21. August  | 10 Episoden         | montags 22:15 – 22:30 Uhr |
| 2           | 1990 | 8. Januar – 13. August | 12 Episoden         | montags 21:45 – 22:00 Uhr |
| 3           | 1991 | 5. April – 12. August  | 12 Episoden         | montags 21:40 – 22:00 Uhr |
| Spezial     | 1992 | 17. Mai                | 1 Episode           |                           |
| Blabla-Tour | 1992 | 26. September          | 1 Episode           |                           |

## Computerspiel
Im Jahr 1994 wurde von Rainbow Arts Software das gleichnamige humoristische Simulationsspiel für MS-DOS auf den Markt gebracht. In diesem schlüpfte man in die Rolle des Normalos "Paul", mit der Aufgabe, die Bundestagswahl 1994 gegen Helmut Kohl und Rudolf Scharping zu gewinnen. Weitere im Spielverlauf auftretende Charaktere waren u. a. Saddam Hussein und Boris Jelzin. Die graphische Gestaltung der handelnden Figuren orientierte sich an den Puppen aus der Serie. Das Game ist heute als Abandonware kostenlos online verfügbar.

## Kohl and the Gang
Unter dem Namen Kohl and the Gang, eine Anspielung auf Kool & the Gang und Helmut Kohl, veröffentlichte Polydor mit dem Machern von Hurra Deutschland eine LP und mehrere Singleauskopplungen:
Alben
- 1991: Kohldampf[3]

Singles & EPs
- 1990: He’s The Boss
- 1991: Nur Kosten Im Osten
- 1991: Living In The Sun

1998 veröffentlichte die Hurra Deutschland Band das Album Bla Bla Bla.

## Kritik
„Dem Herrn Storch und seinen Puppenheimern (...) sind derlei Majestätsbeleidigungen deutscher Zaunkönige strikt untersagt, die Gürtellinie wird niemals unterschritten, niemand bekommt eins auf den Duodez. Mit „Hurra Deutschland“ hat die öffentlich-rechtliche Satire ihre endgültige Form für die neunziger Jahre gefunden: Bissig wie ein Gummibärchen, witzig wie eine Autopsie und spritzig wie ein Ölteppich auf dem Toten Meer.“